# Трагедия века
«Трагедия века» — российский телевизионный сериал о Великой Отечественной войне, созданный в 1993—1994 годах. Сериал основан на предыдущих работах Юрия Озерова о Великой Отечественной войне («Освобождение», «Солдаты свободы», «Битва за Москву», «Сталинград») и кадрах документальной хроники. Производство: Мосфильм, Ганем-фильм (Сирия), Аль Мотехиди.
Сериал был смонтирован в 1993—1994 годах, но из-за организационных и финансовых трудностей вышел на экраны России только в мае 1997 года на канале ОРТ. В 1997 и 1998 годах был показан полный вариант — 24 серии, затем в мае 2000 года сокращённый вариант — 6 серий. DVD-версия сериала включает 11 серий, общая продолжительность которых 490 минут.
В сериале воссозданы основные события и сражения Великой Отечественной войны.

## В ролях
Актёры не принимали участие в съёмках (кроме закадрового голоса). Была использована монтажная нарезка предыдущих фильмов Озерова (Освобождение, Солдаты свободы, Битва за Москву, Сталинград).
- Михаил Ульянов — Жуков
- Николай Олялин — Цветаев
- Пауэрс Бут — генерал Чуйков
- Яков Трипольский — Сталин (в сериях 1-3)[3]
- Арчил Гомиашвили — Сталин (в сериях 4-6)
- Бухути Закариадзе — Сталин (в сериях 7-11)
- Александр Голобородько — Рокоссовский
- Юрий Яковлев — Петровский
- Валерий Юрченко — Попель
- Ромуалдс Анцанс — майор Гаврилов
- Эммануил Виторган — Фомин
- Юозас Будрайтис — Рихард Зорге
- Александр Филиппенко — Павлов
- Богдан Ступка — Старцев
- Владлен Давыдов — Рокоссовский
- Юрий Дуров — Черчилль
- Рональд Лэйси — Черчилль
- Бруно Оя — Отто Скорцени
- Лариса Голубкина — Зоя
- Фриц Диц — Гитлер
- Ахим Петри — Гитлер
- Владимир Трошин — Ворошилов
- Николай Волков — Кирпонос
- Леонид Кулагин
- Виталий Розстальный — маршал Тимошенко
- Фернандо Альенде — Рубен Ибаррури
- Борис Зайденберг — Орлов
- Владимир Кузнецов — Вашугин
- Юрий Кузьменко — Коровкин, танкист
- Любомирас Лауцявичюс — Гуров
- Александр Мартынов — генерал Копец
- Сергей Никоненко — генерал Родимцев
- Владимир Самойлов — Громов
- Всеволод Санаев — Лукин
- Герд Михаэль Хеннеберг — Кейтель
- Валерий Цветков — генерал-полковник Ерёменко
- Ирина Шмелёва — Зоя Космодемьянская
- Станислав Яськевич — Рузвельт
- Иво Гаррани — Муссолини
- Артём Карапетян — закадровый текст

## Съёмочная группа
- Режиссёр: Юрий Озеров.
- Авторы сценария: Юрий Озеров, Юрий Бондарев, Збигнев Залуский, Оскар Курганов.
- Операторы: Игорь Черных, Игорь Слабневич.
- Художники-постановщики: Александр Мягков, Татьяна Лапшина.
- Композиторы: Александра Пахмутова, Юрий Левитин.
- Используемая музыка: Петр Чайковский, Сергей Рахманинов, Рихард Вагнер, Людвиг ван Бетховен, Морис Равель, Дж. Пуччини, Дмитрий Шостакович, Йоганнес Брамс.
- Звукорежиссёры: Виталий Шмелькин, Владислав Торохов, Евгения Индлина.
- Монтаж: Светлана Метелица, Екатерина Карпова.
- Продюсеры: Абу Ганем, Надер Атаси.

## Серии

### Полная версия — 24 серии
- 1 серия — План «Барбаросса»
- 2 серия — Незабываемый 1941 год
- 3 серия — Бессмертный гарнизон
- 4 серия — Тайфун
- 5 серия — У стен Кремля
- 6 серия — Разгром
- 7 серия — Жаркое лето 1942 года
- 8 серия — Сталинград
- 9 серия — Бастион на Волге
- 10 серия — Операция «Уран»
- 11 серия — Цитадель
- 12 серия — Курская битва
- 13 серия — Восточный вал
- 14 серия — Освобождение Киева
- 15 серия — Тегеранская конференция
- 16 серия — Минское кольцо
- 17 серия — Убить Гитлера
- 18 серия — Восставшая Варшава
- 19 серия — Южный узел
- 20 серия — Карпаты
- 21 серия — Венгерская рапсодия
- 22 серия — Русские идут
- 23 серия — Штурм Берлина
- 24 серия — Победа

### DVD версия — 11 серий
- 1 серия — План «Барбаросса»
- 2 серия — Незабываемый 1941 год
- 3 серия — Разгром
- 4 серия — Жаркое лето 1942 года
- 5 серия — Сталинград
- 6 серия — Операция «Уран»
- 7 серия — Курская битва
- 8 серия — Освобождение Киева
- 9 серия — Минское кольцо
- 10 серия — Русские идут
- 11 серия — Победа